# Chiesa di San Martino Vescovo (Cerveno)
La chiesa di San Martino Vescovo è la parrocchiale di Cerveno, in provincia e diocesi di Brescia; fa parte della zona pastorale della Media Val Camonica.

## Storia
La primitiva chiesa di Cerveno era probabilmente la cappella della Madonna del Carmine; nel XIII secolo si aggiunse anche una nuova chiesa dedicata a san Martino Vescovo, che assunse il titolo di parrocchiale.
La parrocchiale venne riedificata nel XV secolo, ma fu portata a termine solo nel Seicento.
All'inizio del XX secolo si deliberò di demolire la chiesa e di riedificarla ex novo, ma poi si optò per un suo restauro, condotto nel 1928 su progetto di Giuseppe e Luigi Trainini.
Nella seconda metà del Novecento l'edificio fu sottoposto ad ulteriori ristrutturazioni.

## Descrizione
La chiesa di San Martino costituisce un unico complesso con gli adiacenti Santuario della Via Crucis e oratorio della Madonna del Carmine.
Arredamenti di pregio conservate all'interno sono l'altar maggiore, impreziosito dalle statue di due angeli, e diverse opere dei Fantoni.
Il campanile, che sorge sul lato est della chiesa, presenta, all'altezza della cella, vigore su tutti i quattro lati.